# دهن تنگل
دهن تنگل یک روستا در ایران است که در دهستان درح شهرستان سربیشه واقع شده‌است. دهن تنگل ۱۴ نفر جمعیت دارد.